# Hymenolobium pulcherrimum
Hymenolobium pulcherrimum là một loài thực vật có hoa trong họ Đậu. Loài này được Ducke miêu tả khoa học đầu tiên năm 1915.